# 中国企业500强
中国企业500强是由中国企业联合会、中国企业家协会每年定期评选出的中华人民共和国企業排名。中国企业联合会下成立了一个500强工作指导委员会，由部分企业家和专家组成。2002年，中国企业联合会第一次发布中国企业500强。之後中国企业联合会、中国企业家协会每年都會發佈中国企业500强。